# Winston Baldwin Spencer

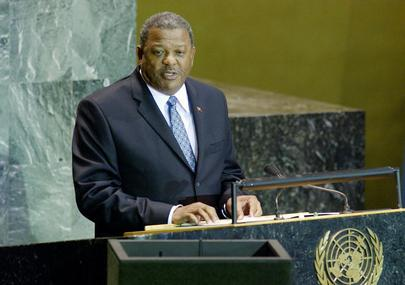
Spencer 2004 vor den Vereinten Nationen

Winston Baldwin Spencer (* 8. Oktober 1948 in Saint John’s) ist ein antiguanischer Politiker. Von 2004 bis 2014 war er Premierminister von Antigua und Barbuda.
Spencer übernahm dieses Amt am 24. März 2004. Zuvor hatte er seine Partei, die United Progressive Party, zum Sieg bei den Parlamentswahlen geführt. Am 6. Januar 2005 übernahm er auch das Amt des Außenministers.
Bei den Parlamentswahlen im Jahr 2014 verlor die United Progressive Party ihre Mehrheit. Am 13. Juni 2014 trat Gaston Browne als Nachfolger Spencers das Amt des Premierministers an.